# Burgställe Gabelbach
Die beiden Burgställe des Zusmarshausener Ortsteiles Gabelbach im Landkreis Augsburg (Schwaben) waren im Hochmittelalter Ansitze der Herren von Gabelbach. Während die ältere Burg in der Nähe der Pfarrkirche weitgehend verschwunden ist, lassen sich die umfangreichen Erdwerke der Nachfolgeanlage am Ortsrand noch gut im Gelände verfolgen.

## Geschichte
Die Herren von Gabelbach erscheinen erstmals 1263 in einer Urkunde. Zu dieser Zeit hatten die Gabelbacher wohl bereits ihren ursprünglichen Ansitz aufgegeben und saßen bereits auf ihrer neuen Höhenburg über dem heutigen Bahnhof. 
Die Familie scheint ursprünglich der Ministerialität der Markgrafen von Burgau angehört zu haben. Im 13. Jahrhundert dienten die Gabelbacher dem Hochstift Augsburg als Dienstleute. Ein zwischen 1293 und 1308 mehrmals urkundlich nachweisbarer Konrad von Gabelbach war Pfleger des nahen Klosters Oberschönenfeld. Sein Sohn Heinrich gründete 1327 die Rodungssiedlung Gabelbachergreuth. 
Die männliche Linie der Gabelbacher dürfte in der Mitte des 14. Jahrhunderts erloschen sein. 1361 wird Hartmann von Burgau als Besitzer der Burg genannt. Dieser Edelmann war der Gatte einer Anna von Gabelbach.  
Ein Teil der Herrschaft fiel zusammen mit dem Burgstall später den Grafen von Helfenstein zu. Die Grafen belehnten im 15. Jahrhundert  den Augsburger Bürger Zacharias Rudolf mit ihrem Anteil. Die übrigen Besitzungen erwarb das Augsburger Hospital zum Heiligen Geist. Im Auftrag des Hospitales verwalteten Vögte die Güter bis zur Säkularisation. 1801 errichtete die Hospitalstiftung noch zwei neue Vogthäuser im Dorf.
Die Burg auf dem niedrigen Höhenrücken südwestlich des Dorfes wurde wohl spätestens nach dem Tod des letzten Gabelbachers verlassen. Die Ruine diente den Bauern der Umgebung sicherlich wie anderen Ortes als willkommener Steinbruch. Heute künden nur noch Geländemerkmale nördlich der Pfarrkirche von der ersten Burg des Ortsadels.
Wesentlich besser sind die Erdwerke der Nachfolgeburg „im Pflanzgarten“ erhalten. Der eindrucksvolle Burgstall ist frei zugänglich und in wenigen Minuten vom Ortszentrum aus erreichbar.

## Beschreibung

### Der ältere Burgstall im Ort
Die ummauerte Pfarrkirche liegt wahrscheinlich auf dem Areal einer ehemaligen Vorburg. Eindeutige Geländemerkmale sind hier aber nirgends mehr erkennbar. 
⊙
Die Hauptburg lag nördlich der Kirche. Otto Schneider und F. Nunner vom Arbeitskreis für Vor- und Frühgeschichte Augsburg konnten 1970 noch den Rest eines östlichen Halsgrabens und die nördliche, künstlich abgesteilte Flanke des Hauptburgkegels dokumentieren. Seitdem wurde das Bodendenkmal durch Baumaßnahmen weiter in seinem Bestand beeinträchtigt.
Das Bayerische Landesamt für Denkmalpflege verzeichnet das Bodendenkmal als mittelalterlichen Turmhügel unter der Denkmalnummer D 7-7629-0007.

### Die Burg „im Pflanzgarten“
Die Burganlage (ca. 60 × 140 m) liegt nur etwa 20 Meter über der Bahnlinie Augsburg-Ulm auf einem nach Nordosten ausspringenden Geländesporn. Die sehr gut erhaltenen Erdwerke erinnern in ihrer Gesamtanlage an die nahe Burg Wolfsberg über Steinekirch.
Der Burgstall zeigt die typische zweiteilige Anlage hochmittelalterlicher Ministerialenburgen, die hier allerdings kombiniert mit frühmittelalterlichen Befestigungskonzepten auftreten. Die annähernd rechteckige Vorburg (ca. 40 × 40 m) im Westen wird durch einen bis zu acht Meter tiefen Graben vom rechteckigen Hauptburgkegel (ca. 20 × 35 m) getrennt.  
Der Ringgraben setzt sich in unterschiedlicher Tiefe um das gesamte, rechteckige Hauptburgplateau fort. An frühmittelalterliche Befestigungskonzepte erinnern die mächtigen Randwälle, die die Kernburg hufeisenförmig umlaufen. Im Südosten läuft der Randwall zu einer Art Torsituation aus. Heute verläuft hier der asphaltierte Weg nach Grünenbaindt, der an der Südflanke des Burgstalles zu einem Wasserhochbehälter westlich der Vorburg führt.
Der Graben der Vorburg ist nur bis zu vier Meter tief und dem Vorwerk winkelförmig im Süden und Westen vorgelegt, geht aber nicht in den Hauptgraben über. Im Norden wurde der Grabenaushub wie der des Hauptgrabens zu zungenförmig ausspringenden Grabenköpfen aufgeschüttet. Diese terrassierten Vorwerke waren sicherlich durch Palisaden oder Zäune gesichert. Eine Erdrippe dürfte den Standort eines Brückenpfeilers markieren.
Am westlichen Rand des Vorburgplateaus deutet eine mächtige, schildmauerartige Aufschüttung vielleicht auf den Standort eines Gebäudes hin. Möglicherweise ist der etwa 40 Meter lange Wallzug auch als Teil einer frühmittelalterlichen Vorgängerburg zu deuten.
Im Osten des Hauptburgkegels ist noch die kreisrunde Ausbruchsstelle des Bergfriedes zu erkennen. Der Turm wurde wohl aus Nagelfluhquadern errichtet. Dieses Konglomeratgestein steht in der Umgebung dicht unter der Oberfläche an. Auch der große Hauptturm der benachbarten Burg Wolfstein besteht aus diesem Baumaterial. Im Bereich der Gabelbacher Höhenburg lassen sich dagegen nur erstaunlich wenige Ziegel- und keinerlei Mauerreste feststellen. Das Material wurde offenbar nahezu vollständig wiederverwertet.
Der hochmittelalterliche Burganlage könnte in eine ältere, vielleicht ungarnzeitliche Dorfschutzburg im Umkreis der riesigen Ungarnschutzburg auf dem Buschelberg bei Fischach eingebaut worden sein. Das Dorf Gabelbach wurde wohl bereits im 8. oder 9. Jahrhundert angelegt. Die Ministerialengeschlechter des Hochmittelalters siedelten meist erst im 13. Jahrhundert aus den Dörfern auf ihre neuen Höhenburgen um. Der Burgstall über der Bahnlinie zeigt typologisch aber frühmittelalterliche Merkmale, wie die mächtigen Randwälle, die Grabenköpfe am Nordhang und den Frontwall der Vorburg. Eindeutige Aussagen hierzu bleiben allerdings einer fachkundigen archäologischen Untersuchung des Burgareales vorbehalten.
Das Bayerische Landesamt für Denkmalpflege verzeichnet das Bodendenkmal als mittelalterlichen Burgstall unter der Denkmalnummer D 7-7629-0008.